# Arakidonsyra
Arakidonsyra, även kallad spindelsyra, är en fleromättad omega-6-fettsyra med 20 kolatomer (20:4(ω−6), eller 20:4(5,8,11,14)). Om dess prekursorer eller kost innehåller linolsyra bildas den genom biosyntes och kan deponeras i animaliskt fett. Den är en föregångare i bildandet av leukotriener, prostaglandiner och tromboxaner.
Tillsammans med omega-3-fettsyror och andra omega-6-fettsyror ger arakidonsyra energi för kroppsfunktioner, bidrar till cellmembranstrukturen och deltar i syntesen av eikosanoider, som har många roller i fysiologin som signalmolekyler.
Dess namn härrör från den antika grekiska neologismen arachis 'jordnöt', även om jordnötsolja inte innehåller någon arakidonsyra. Arakidonat är namnet på den härledda karboxylatanjonen (konjugatbas av syran), salter och vissa estrar.
Arakidonsyra kan brytas ner till
1. cyklooxygenasnedbrytningsprodukter, till exempel prostaglandiner
2. lipoxygenasnedbrytningsprodukter, till exempel leukotriener
3. cytokrom P450-nedbrytningsprodukter.

## Kemi
I kemisk struktur är arakidonsyra en karboxylsyra med en 20-kolkedja och fyra cis-dubbelbindningar. Den första dubbelbindningen är belägen vid det sjätte kolet från omega-änden.
Vissa kemikällor definierar "arakidonsyra" till att beteckna någon av eikosatetraensyrorna. Men nästan alla skrifter inom biologi, medicin och nutrition begränsar termen till all cis-5,8,11,14-eikosatetraensyra.

## Biologi
Arakidonsyra är en fleromättad fettsyra som finns i fosfolipiderna (särskilt fosfatidyletanolamin, fosfatidylkolin och fosfatidylinositider) i membranen i kroppens celler, och finns rikligt i hjärnan, musklerna och levern. Skelettmuskulaturen är ett särskilt aktivt ställe för retention av arakidonsyra och svarar för ungefär 10–20 procent av fosfolipidfettsyrainnehållet.
Förutom att vara involverad i cellulär signalering som en andra lipidbudbärare involverad i regleringen av signaleringsenzymer, såsom PLC-γ, PLC-δ och PKC-α, -β och -γ isoformer, är arakidonsyra en viktig inflammatorisk mellanliggande och kan även fungera som en vasodilator. (Observera separata syntetiska vägar, som beskrivs i avsnittet nedan.)

## Biosyntes och kaskad hos människa

Eikosanoidsyntes

Arakidonsyra befrias från fosfolipid genom hydrolys, katalyserad av fosfolipas A2 (PLA2).
Arakidonsyra för signaleringsändamål verkar härröra från verkan av grupp IVA cytosoliskt fosfolipas A2 (cPLA2, 85 kDa), medan inflammatorisk arakidonsyra genereras av verkan av en sekretorisk PLA2 med låg molekylvikt (sPLA2, 14-18 kDa).

## I kroppen

### Cellmembran
Tillsammans med andra omega−6- och omega−3-fettsyror bidrar arakidonsyra till cellmembranens struktur. När de införlivas i fosfolipider påverkar omega-fettsyrorna cellmembranegenskaperna, såsom permeabilitet och aktiviteten hos enzymer och cellsignaleringsmekanismer.

### Hjärna
Arakidonsyra, en av de mest förekommande fettsyrorna i hjärnan, finns i liknande mängder som dokosahexaensyra, där de två står för cirka 20 procent av hjärnans fettsyrahalt.  Arakidonsyra medverkar i den tidiga neurologiska utvecklingen hos spädbarn.

## Kosttillskott
Arakidonsyra marknadsförs som ett kosttillskott. En genomgång av kliniska studier från 2019 som undersökte de potentiella hälsoeffekterna av arakidonsyratillskott på upp till 1 500 mg per dag på människors hälsa fann att det inte fanns några tydliga fördelar. Det fanns heller inga negativa effekter hos vuxna av att använda höga dagliga doser (1 500 mg) av arakidonsyra på flera biomarkörer för blodkemi, immunfunktion och inflammation.
En granskning från 2009 visade att konsumtion av 5–10 procent av matens energi från omega−6-fettsyror inklusive arakidonsyra kan minska risken för hjärt-kärlsjukdomar jämfört med lägre intag. En metaanalys från 2014 av möjliga samband mellan hjärtsjukdomsrisk och individuella fettsyror rapporterade en signifikant minskad risk för hjärtsjukdom med högre nivåer av EPA, DHA och arakidonsyra.